# Spéracèdes
Spéracèdes – miejscowość i gmina we Francji, w regionie Prowansja-Alpy-Lazurowe Wybrzeże, w departamencie Alpy Nadmorskie.
Według danych na rok 1990 gminę zamieszkiwało 1029 osób, a gęstość zaludnienia wynosiła 297 osób/km² (wśród 963 gmin regionu Prowansja-Alpy-W. Lazurowe Spéracèdes plasuje się na 376. miejscu pod względem liczby ludności, natomiast pod względem powierzchni na miejscu 817.).